# 後甲圓環

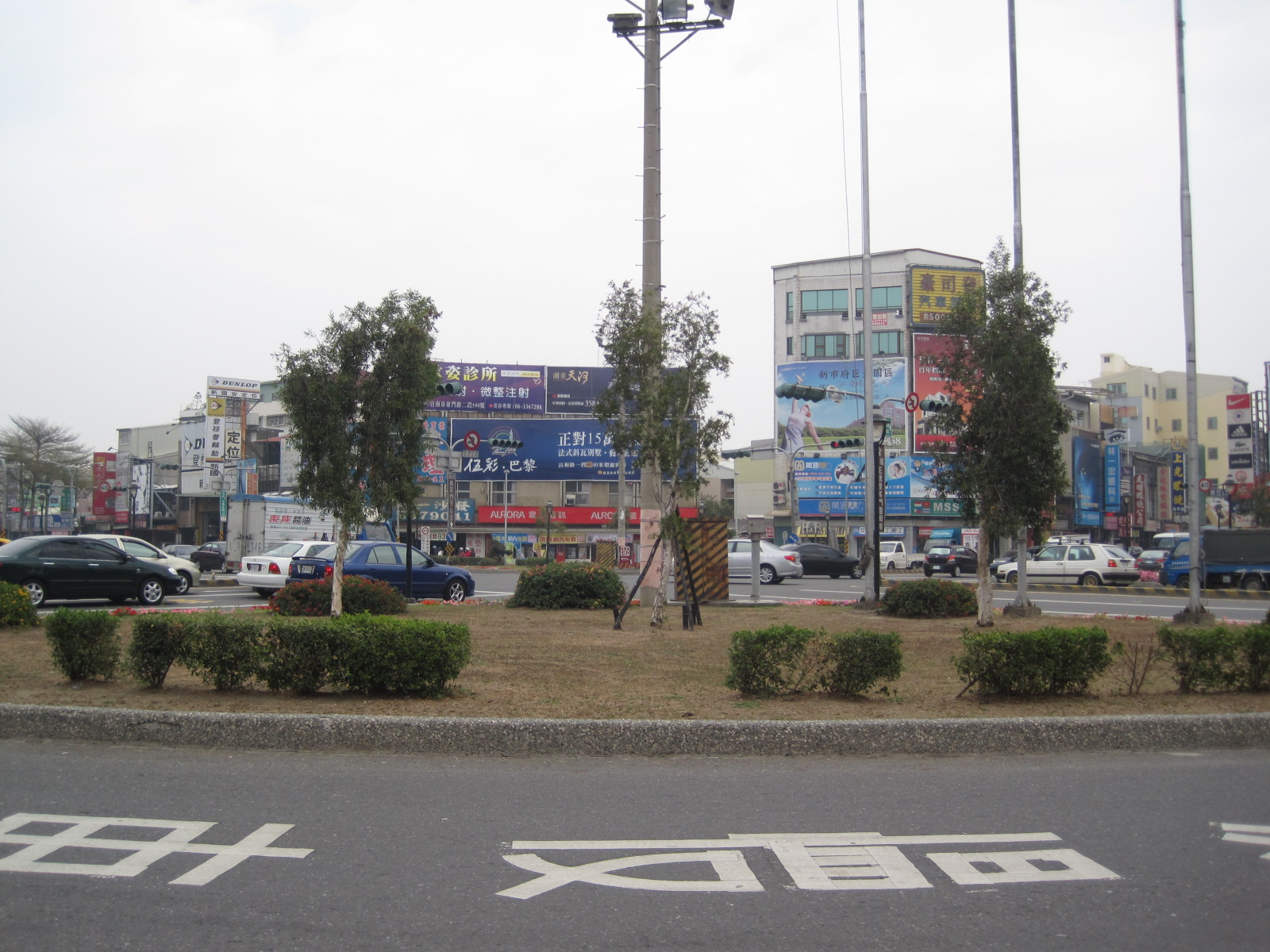
後甲圓環

後甲圓環，是一個位於中華民國臺南市東區的圓環，由中華東路、東寧路與裕農路交匯而成。

## 沿革
後甲圓環之規劃首見於日治時期1941年臺南都市計畫區域及都市計畫變更（總督府告示第579號）。當中計畫開闢二等一號道路（竹篙厝～六甲頂），即今中華東路與永康中華路，並在與今日裕農路之交會處設有第7號的圓形綠園一處，此即今後甲圓環。
此路規劃雖早，但受到政權交替影響，實際動工卻延遲卅年，至1980年方全線完成、1990年台1線改道至此。而後甲圓環初期規定所有車輛一律繞外環行駛，但由於車輛流過大造成瓶頸，於1990年代變更純粹圓環設計，改在環內為加設十字道路，規定汽車行駛經過時直行通行、機慢車則照舊繞行。2024年3月25日，台南市政府交通局宣布為改善東區後甲圓環汽、機車在外環交織衝突及提升機慢車行車友善環境，於同年4月13日起不再強制機慢車繞行外環、開放直行穿越該圓環，並同步取消入環機慢車可紅燈右轉措施。
規劃中的臺南捷運藍線預定穿越此圓環，並在圓環北側設B9站。

## 交通
| 路線示意圖 | 方位         | 路名   | 編號     | 通往     |
| ---------- | ------------ | ------ | -------- | -------- |
|            | 東           | 裕農路 | · 22     | 往仁德區 |
| 南         | 中華東路二段 | · 29   | 往市區   |          |
| 西南       | 裕農路       | · 22   | 往市區   |          |
| 西         | 東寧路       | 22     | 往市區   |          |
| 北         | 中華東路一段 | · 29   | 往永康區 |          |

## 地標
- 臺南紡織
- 南紡購物中心
- 後甲聚落

22°59′18.74″N 120°14′1.83″E / 22.9885389°N 120.2338417°E
1. ↑  臺南市政府. . 臺南市政府全球資訊網. 2024-03-25  [2025-03-25]. （原始内容存档于2025-03-25） （中文）.